# Танк «Клим Ворошилов-2» (фильм)
«Танк „Клим Ворошилов-2“» — советский художественный фильм режиссёра Игоря Шешукова, снятый по одноимённой повести Валерия Залотухи.

## Сюжет
В начале Великой Отечественной войны один из тяжёлых танков «КВ-2» был брошен экипажем, обнаружен и приведён в боеспособное состояние случайно обнаружившими его людьми. Новый командир танка, вчерашний курсант, принял решение догнать отступающую Красную Армию, но при попытке проехать слабый деревянный мост танк упал в реку, откуда был вытащен при помощи жителей ближайшего городка. Там же нашлось горючее для дальнейшего марша. Однако, общение с людьми изменило планы экипажа — танк занял оборону на окраине и не пускал немцев в городок несколько часов, а когда закончились боеприпасы, экипаж подорвал себя и танк взрывчаткой.

## В ролях
- Михаил Никитин — курсант Иван Мамин
- Вадим Гордон — сержант запаса Яков Свириденко
- Сергей Донцов — учитель Непомнящий
- Артём Тынкасов — Вася Лето
- Виктор Смирнов — старший сержант Георгий Ермаков
- Вадим Синицын — Воробьёв
- Ольга Николаева — Фима
- Лев Борисов — молоковоз
- Иван Агапов — дурачок
- Валентин Букин — сапёр
- Алексей Крыченков — самострел
- Александр Сныков — самострел
- Василий Левин — Костя
- Ольга Козяева — Зинка

## Съёмочная группа
- Режиссёр: Игорь Шешуков
- Сценарист: Валерий Залотуха
- Оператор: Георгий Козельков
- Художник: Владислав Федоров
- Композитор: Вадим Биберган
- Звукорежиссёр: Валерий Вольский